# Liste des clochers-murs de Maine-et-Loire
Cet article recense les édifices religieux de Maine-et-Loire, en France, munis d'un clocher-mur.

## Liste
- Artannes-sur-Thouet (chapelle Saint-Pierre)
- Louresse-Rochemenier (église de Rochemenier)